# 方向キー

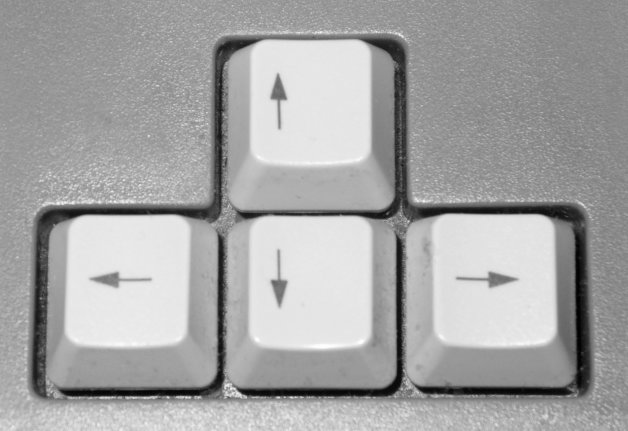
方向キー

方向キー（ほうこうきー）は、キーボードにあるキーで、ユーザーが意図した方向にカーソルを移動させるのに使用する。カーソルキー、カーソル移動キー(英語: cursor movement keys)ともいい、矢印が刻印されていることから矢印キー(英語: arrow keys)とも呼ばれる。

## 概要
多くのキーボードの場合、方向キーはキーボードの下部のメインキーとテンキーの間に配置されている。
「←」「↑」「→」「↓」の4つのキーがセットになっている。
逆向きのT字型(inverted-T)にキーが配置され「↑」↑ は上、「↓」↓ は下、「←」← は左、「→」→ は右に配置されることが多いが、菱型に配置したり、横並びに配置しているキーボードもある。

## 歴史

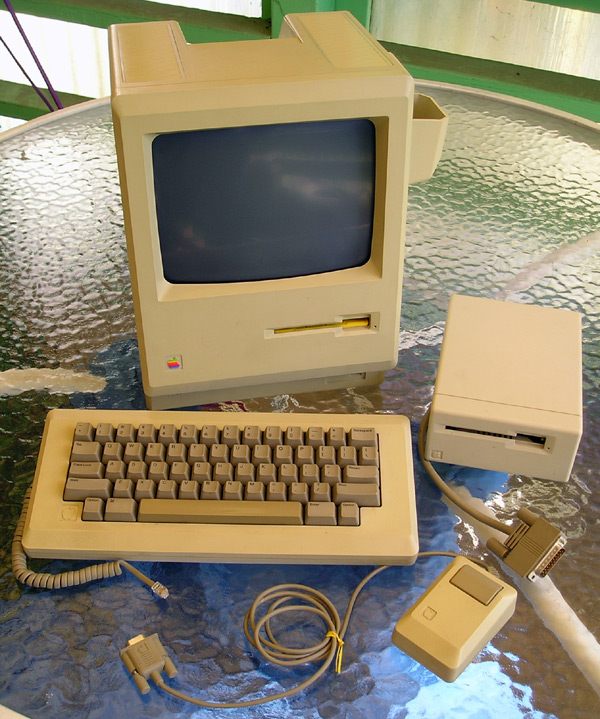
オリジナルのApple Macintosh。方向キーが存在しない。

マウスが普及する以前、方向キーはスクリーンでカーソルを動かす主要な方法であった。マウスキーは、マウスの代わりに矢印キーでマウスカーソルを操作できるようにする機能である。Amigaには、AmigaOSのWorkbench上でマウスカーソルを方向キーで動かすための「Amigaキー」がついていたが、大半のゲームではマウスかジョイスティックが必要だった。
1980年代後期から1990年代初期に、ゲームにおける方向キーの使用が再び一般的となった。また、方向キーの代わりにダイヤモンドカーソル（WASDなど）も使用できた。
逆向きのT字型の方向キーの配置は、1982年のDECのLK201以降一般的になった。
コモドールの一部の8ビットコンピュータでは、方向キーが2つだけであり、シフトキーを使って上下と左右を切り換えていた。
オリジナルのApple Macintoshには、方向キーがついていない。これは、スティーブ・ジョブズの「ユーザーはマウスを使うはずだ」という意向による。人々に新しいマウスという入力機器に順応させ、ソフトウェア開発会社に、それ以前の文字ベースのソフトウェアを新しいプラットフォームに移植するのではなく、マウスによるデザインに従うよう誘導した。後に、Appleキーボードにも方向キーが含まれるようになった。方向キーつきの初期のモデルでは、右シフトキーの下に一直線に方向キーが並んでいた。後のモデルで逆T字型の配列になったが、キーの大きさは縦の長さが他のキーの半分になっている。

## 方向キーの代用
専用の方向キーのないキーボードや、あっても使いにくいなどの理由によって、他のキーが矢印キーの代用とされることがあるが、どのキーを使用するかはシステムによって異なる。

### テンキー
かつてのIBMのキーボードでは矢印キーとテンキーが共用で、NumLockキーで切りかえるようになっていた。⟨8⟩で上、⟨4⟩で左、⟨6⟩で右、⟨2⟩で下矢印キーの役割を果たす。

### HJKL
UNIXシステムの、viなどで使われる組み合わせで、⟨h⟩で左、⟨j⟩で下、⟨k⟩で上、⟨l⟩で右矢印キーの代用になる。QWERTY配列の右手のホームポジションで押しやすいように配列されたものである。

### FBNP
Emacs系のエディタでコントロールキーとともに使用する。⟨f⟩で右、⟨b⟩で左、⟨n⟩で下、⟨p⟩で上矢印キーの代用になる。それぞれ「forward, backward, next, previous」の頭文字を取ったものである。macOSでは標準でこれらの編集キーが使用できる。

### ESDX
WordStarやWordMasterなどで使われる組み合わせで、QWERTY配列で左手で直感的に扱えることを特徴とし、ダイヤモンドカーソルと呼ばれる。コントロールキーとともに⟨E⟩で上、⟨S⟩で左、⟨D⟩で右、⟨X⟩で下矢印キーの代用になる。

### WASD
ゲームで矢印キーのかわりに使われるもので、QWERTY配列において、WASDでは⟨W⟩で上、⟨A⟩で左、⟨S⟩で下、⟨D⟩で右矢印キーの代用になる。Quake用の人気あるキーバインドとして普及した。WASDを一段右にずらしたESDFや、さらに右にずらしたIJKLなどの組み合わせも使用される。